# دهه ۹۷۰ (میلادی)

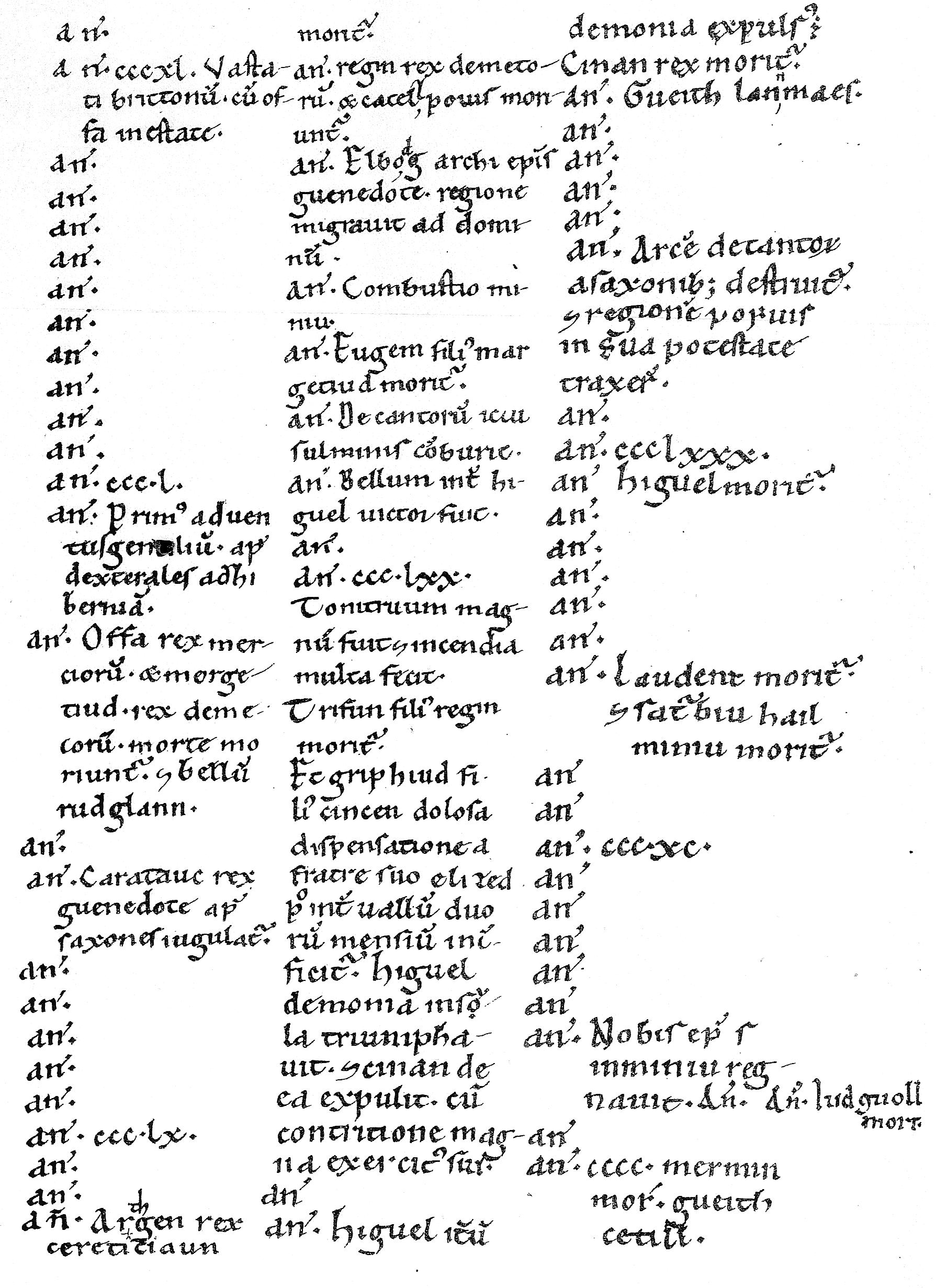
آمار دهه ۹۷۰ (میلادی)

دهه ۹۷۰ (میلادی) دهه نود و هفتم تقویم میلادی است.

## درگذشتگان
‎